# Les Rois maudits (mini-série, 1972)
Pour les articles homonymes, voir Les Rois maudits (homonymie).
Les Rois maudits est une mini-série française en six épisodes de 102 minutes, réalisée par Claude Barma d'après l'adaptation par Marcel Jullian des romans du même nom de Maurice Druon.
Cette série a été diffusée entre le 21 décembre 1972 et le 24 janvier 1973 sur la deuxième chaîne de l'ORTF, puis rediffusée notamment sur Antenne 2 dans l'éphémère Télé-club de Jean-Marie Cavada ou William Leymergie, sur FR3 durant l'été 1990, à l'occasion de tout un été d'hommage anniversaire aux plus belles heures de la télévision française présentées, en particulier, par Pierre Tchernia, et enfin en 2024 sur LCP.
Au Québec, la série a été diffusée à partir du 1er septembre 1974 à la Télévision de Radio-Canada dans Les Beaux Dimanches,. Elle reste inédite sur les chaînes des autres pays francophones.

## Synopsis
Cette adaptation des romans de Maurice Druon raconte l’histoire de la monarchie française depuis Philippe IV le Bel jusqu’à la guerre de Cent Ans.
L’histoire commence durant le règne de Philippe le Bel alors qu’il tente d’écraser l’ordre des Templiers dont il est le débiteur. En 1307, il fait arrêter tous les membres de l’ordre pour hérésie et, à l’issue du procès, condamne au bûcher les dignitaires relaps à la tête de l'ordre. Sur le bûcher (le 18 mars 1314), Jacques de Molay (grand maître de l'ordre) lance une malédiction sur Philippe le Bel et sa descendance ainsi que sur Guillaume de Nogaret, qui a mené l’instruction du procès des Templiers, et sur le pape Clément V qui avait ouvert le procès sous la pression du roi.
Effectivement, le pape Clément et Philippe le Bel meurent tous deux dans l’année, suivant en cela Nogaret mort dès 1313. Les successeurs au trône ne seront pas plus chanceux puisqu’ils meurent prématurément d’assassinat ou de maladie sans avoir donné d’héritier mâle au royaume (si ce n'est l'éphémère Jean Ier) : c’est la première fois, depuis Hugues Capet qui porte la couronne depuis 987, que la ligne de succession au trône est brisée. L’intrigue des Rois maudits se focalise sur les rivalités, les convoitises, les ruses provoquées par ces moments de succession. Les épisodes suivent les événements jusqu’à la déclaration de la guerre de Cent Ans qui en résulte.

## Distribution
- Jean Desailly : voix du narrateur
- Jean Piat : Robert III d'Artois
- Hélène Duc : Mahaut d'Artois
- Louis Seigner : Spinello Tolomei
- Jean-Luc Moreau : Guccio Baglioni
- Catherine Rouvel : Béatrice d'Hirson
- José-Maria Flotats : Philippe V le Long
- Georges Ser : Louis X le Hutin
- Geneviève Casile : Isabelle de France
- Jean Deschamps : Charles de Valois
- André Luguet : Hugues de Bouville
- Michel Beaune : Édouard II d'Angleterre
- Claude Giraud : Lord Roger Mortimer de Wigmore
- Georges Marchal : Philippe IV le Bel
- Muriel Baptiste : Marguerite de Bourgogne
- Catherine Rich : Jeanne de Bourgogne
- Catherine Hubeau : Blanche de Bourgogne
- Monique Lejeune : Clémence de Hongrie
- Anne Kreis : Marie de Cressay
- Jean-Louis Broust : Édouard III d'Angleterre
- Benoît Brione : Philippe VI de Valois
- André Falcon : Enguerrand de Marigny
- Henri Virlogeux : le cardinal Jacques Duèze/Jean XXII
- Claudine Raffali : Eudeline
- Georges Staquet : Lormet
- Gilles Béhat : Charles IV le Bel
- Jean Chevrier : Gaucher de Châtillon
- Jean Amos : Caumont
- Bruno Balp : Robert Bersumée
- Christian Barbier : Jacob van Artevelde
- Michel Bertay : Étienne de Mornay
- Annie Bertin : Jeanne de Divion
- Christian Bertola : Raoul de Presles
- Françoise Burgi : Philippa de Hainaut
- Claude Brosset : Souastre
- Janine Crispin : Dame Eliabel de Cressay
- François Darbon : Ogle
- Xavier Depraz : Jacques de Molay
- Gérard Dournel : Denis d'Hirson
- Françoise Engel : Madame de Bouville
- Samson Fainsilber : Roger Mortimer l'Aîné
- Michel Favory : Miles de Noyers
- Pierre Gallon : Alain de Pareilles
- Vincent Gauthier : Gauthier d'Aunay
- Françoise Giret : Jeanne de Valois
- Jacques Goasguen : Guillaume de Nogaret
- Denise Grey : Marie de Hongrie
- André Haber : Jean de Fiennes
- Roger Jacquet : Jean de Forez
- Jean-Pierre Jorris : Evrard
- Eric Kruger : Edmond de Kent
- Patrick Lancelot : Philippe d'Aunay
- Jean Lanier : Adam Orleton
- Robert Lombard : prévôt Portefruit
- Pierre Londiche : Henry Burghersh
- André Mathis : John Maltravers
- Maurice Nasil : Francesco Caetani
- Pierre Nègre : Geoffroy de Charnay
- Robert Nogaret : Louis de Bourbon
- Robert Party : Louis d'Évreux
- Ghislaine Porret : Jeanne de Bourgogne, « La Boiteuse »
- Patrick Préjean : Pierre de Cressay
- Alexandre Rignault : Robert de Clermont
- Georges Riquier : Eudes de Bourgogne
- René Roussel : Jean de Marigny
- William Sabatier : Henry « Tors-Col » de Leicester
- Guy Saint-Jean : Jean de Cressay
- Yvon Sarray : Thierry d'Hirson
- Jean Turlier : Gérard Kiérez
- Igor Tyczka : Jean de Hainaut
- Gil Vidal : Hugues le Despenser
- Jean-Paul Zehnacker : Pierre Tesson
- René Alone : sénéchal Ralph Basset
- Max Amyl : Hugues de Pairaud
- Robert Audran : secrétaire de Marigny
- Georges Aubert : chevalier de Hangest
- Michel Auger : officier de camp
- Antoine Baud : Winchester/un tire-laine
- Françoise Béliard : demoiselle de Derby
- Teddy Bilis : lord-maire d'Harwich
- Maurice Bourbon : paysan
- Jacques Bouvier : moine
- Maurice Bray : confesseur
- Florence Brière : mère-abbesse
- André Chazel : Gérard de Alspaye
- Jacques Cornet : évêque à Avignon
- Patrice Chapelain-Midy : chapelain
- Bernard Charlan : Maître Engelbert
- Marcel Charvey : Mathieu de Trye
- Michel Clainchy : Adam Héron
- André Daguenet : Sire de Brécy
- Raymond Danjou : William Melton
- Pierre Danny : John Daverill
- Gérard Darrieu : bourreau
- Claude Debord : Pierre de Villebresme
- Gérard Denizot : évêque à Avignon
- Jean-François Devaux : chambellan de Louis X
- Norbert Dorsay : archidiacre d'Avranches
- Florence Dunoyer : Éléonore le Despenser
- Michel Dussin : baron
- François Dyrek : soldat à l'ost
- Jacques Faber : Simon de Bucy
- Pierre Fromont : William Bohun
- Daniel Gall : Jean de Cherchemont
- Maurice Gauthier : Jean de Milon
- Victor Garrivier : Jean de Longwy
- Jean Ghis : cardinal du conclave
- Jeanne Hardeyn : paysanne
- Karine Lafabrie : suivante lectrice d'Isabelle
- Jacques Lalande : frère Renaud
- Claude Leblond : messager Papal
- Jean Lepage : cardinal du conclave
- Joëlle Lindey : nonne
- Serge Maillat : William Montaigu
- Antoine Marin : chapelain à Château-Gaillard
- Guy Marly : officier Stocz
- Pierre Marteville : Napoleone Orsini
- Antoinette Martin : dame de parage/nonne
- Françoise Meyruels : Angelina
- Roger Muni : Montpezat
- Régis Outin : Geoffroy de Gonneville
- François Pascal : commis de Paris
- Francis Perrin : commis du comptoir de Neauphle-le-Château
- Fred Personne : bourreau à Pontoise
- Véra de Reynaud : suivante d'Isabelle
- Pierre Risch : cardinal du conclave
- Jean Rupert : évêque à Avignon
- Jean-Gérard Sandoz : Giannino (Jean Ier « Le Posthume »)
- Dominique Santarelli : William Eland
- Serge Spira : frère tourier
- Etienne De Swarte : frère Guillaume
- Jean Valière : Robert Mulet
- Roger Weber : cardinal du conclave
- Jean-Claude Weibel : baron
- Sylvain Lévignac : un tire-laine/un garde anglais/un soldat anglais
- Lionel Vitrant : un tire-laine

## Fiche technique
- Musique : Georges Delerue
- Classification : Interdit aux moins de 16 ans

## Épisodes
1. Le Roi de fer
2. La Reine étranglée
3. Les Poisons de la couronne
4. La Loi des mâles
5. La Louve de France
6. Le Lis[4] et le Lion

## Présentation
Les Rois maudits est directement adapté des six premiers tomes du roman éponyme de Maurice Druon, de l'Académie française, publié entre 1955 et 1960. Le septième tome de la série (Quand un roi perd la France), publié en 1977, n'a pas été traité dans cette adaptation télévisée.

## Édition vidéo

### DVD
- Les Rois maudits (2 octobre 2018) TF1 Vidéo (ASIN B07D5185R6)

### VOD
- Les Rois maudits INA.fr